# Propao
En náutica, el propao es cualquiera de los maderos puestos horizontalmente al pie y por la cara de popa de los palos mayores, asegurados a otros que están en el sentido perpendicular a la cubierta y empernados en ella, sirviendo todos ellos para hacer firmes los cuadernales y motones, que son necesarios para que laboree la maniobra. En algunos barcos estos propaos son de barras de hierro y sujetan cuadernales y motones giratorios, que pueden presentar sus cajeras hacia todas partes a que se dirija el cabo que pasa por ellas.
También se llama propao a la barandilla colocada al pie de los palos mayor y trinquete, y cerca de la orilla de la boca del combés para resguardo de la gente y para amarrar cabos que laborean por las cajeras de sus montantes o por motones fijos en la parte baja y formar parapetos oa sus candeleros. El de popa o del palo mayor se llama propao del alcázar, y el otro propao del castillo.